# Piaggio Paperino
Piaggio Paperino o MP5 Paperino (MP5 sta per "Moto Piaggio 5") è un prototipo di motoscooter (che potrebbe in un certo senso essere considerato il progenitore naturale, nonostante alcune sostanziali differenze, della Piaggio Vespa) predisposto dalla Piaggio durante la seconda guerra mondiale. In particolare, tale prototipo risale al periodo in cui l'azienda, sotto la direzione di Enrico Piaggio, trasferì le proprie lavorazioni dallo storico stabilimento di Pontedera a Biella, in Piemonte, località ritenuta meno esposta, in quanto sede solo di industrie tessili non interessate dai bombardamenti aerei degli alleati contro infrastrutture strategiche per le truppe della Germania nazista, in fuga verso il nord Italia.

## Progenitore della Vespa
In un'epoca in cui altre case motociclistiche (le principali del tempo, in Italia, erano Moto Guzzi, Gilera, Sertum, Benelli e Bianchi) lavoravano alla progettazione di nuovi motoveicoli, il modello studiato dalla Piaggio durante il periodo biellese venne costruito e collaudato in diverse versioni, senza però che al progetto fosse dato un seguito pratico: la possibilità di una sua produzione seriale venne, infatti, accantonata e il motociclo non entrò mai nel ciclo produttivo aziendale. Nel 1945, a guerra finita, venne tuttavia seguito da un modello simile e più innovativo - l'MP6 - che fu commercializzato a partire dal maggio 1946 con il nome di Vespa.
Il Piaggio Paperino venne progettato a partire dal 1944 - come Moto Piaggio 5 o MP5 - sotto la supervisione dell'ingegner Renzo Spolti, che insieme al collega Vittorio Casini aveva ricevuto il compito di allestire nello stabilimento di un'ex tessitura di Biella un'officina dotata di pochi macchinari. Con essi collaborò, quale esperto di motori, il conte Carlo Felice Trossi. Spolti, che era stato a capo fra il 1934 ed il 1938 dell'Ufficio Progetti Motori d'Aviazione, ed aveva diretto la progettazione ed il calcolo per l'Aviazione Italiana dei motori P X, P XI e P XII, venne incaricato da Enrico Piaggio di ideare un veicolo da destinare al mercato di massa nell'economia post-bellica e che fosse in linea, sul piano della sostenibilità produttiva, con le politiche aziendali della casa.

## Caratteristiche
Il lavoro concettuale di Spolti - che, secondo una leggenda metropolitana, prese spunto dalle caratteristiche di progettazione del velivolo Piaggio P.108 - fu subito indirizzato alla realizzazione di un mezzo a completa carenatura con scocca autoportante in lamiera stampata e ampio scudo frontale, con pedane poggia piedi coperte da tappeti in gomma (autentica innovazione per l'epoca), e con ruote di piccolo diametro dotate di pneumatici Superga. Il mezzo doveva essere attrezzato con motore Sachs M32 da 98 centimetri cubici a cambio automatico che veniva avviato a spinta. I comandi erano ridotti all'essenziale: freno e frizione. L'altezza del mezzo, pari a quello di una bicicletta da donna, doveva consentire un facile accesso.

## La mancata produzione
A scoraggiare la produzione in serie del prototipo fu, in definitiva, la presenza del tunnel centrale, che rendeva scomodo l'accesso allo scooter, tanto che doveva essere cavalcato come una tradizionale motocicletta. Al tempo, inoltre, non era ancora conosciuto (e apprezzato) il cambio automatico.
Sebbene il progetto fosse passato conseguentemente di mano, e affidato a Corradino D'Ascanio, l'ingegner Spolti continuò ad occuparsi del motoveicolo, che avrebbe visto la luce come Piaggio Vespa nel 1946, seguendone nei dettagli e negli aspetti strettamente organizzativi la produzione seriale.